# 眭紘
晆紘（1481年—？），字朝冕，直隸常州府武進縣民籍，丹陽縣人，明朝政治人物。

## 生平
弘治十七年（1504年）甲子科應天府鄉試第一名舉人。正德十六年（1521年）中式辛巳科會試第二百八十名，登第三甲第九十五名進士。官至南京戶部郎中。

## 家族
曾祖晆以貞；祖父晆恭；父晆輗，母陳氏。永感下。